# Thomas M. Rees
Thomas Mankell Rees (ur. 26 marca 1925 w Los Angeles, zm. 9 grudnia 2003 w Santa Cruz) – amerykański polityk, członek Partii Demokratycznej.

## Działalność polityczna
Od 1962 do 1965 zasiadał w stanowym Senacie Kalifornii. W okresie od 15 grudnia 1965 do 3 stycznia 1975 przez pięć kadencji był przedstawicielem 26. okręgu, a następnie od 3 stycznia 1975 do 3 stycznia 1977 przez jedną kadencję był  przedstawicielem 23. okręgu wyborczego w stanie Kalifornia w Izbie Reprezentantów Stanów Zjednoczonych.